# Коммунистическая партия Великобритании (1920)
Коммунисти́ческая па́ртия Великобрита́нии (англ. Communist Party of Great Britain) — политическая партия Великобритании, придерживавшаяся коммунистической идеологии. Существовала с 1920 по 1991 год, являлась крупнейшей из коммунистических партий и организаций страны.

## История
Партия была основана в 1920 году под непосредственным влиянием идей Октябрьской революции и Коминтерна. Партия была организована небольшими основанными ранее марксистскими партиями: Британской социалистической партией, Группой «Коммунистическое единство», Социалистической лейбористской партией и Социалистическим обществом Южного Уэльса. Благодаря наличию у БСП одного представителя в палате общин, КПВ сразу стала представлена в британском парламенте. Первым председателем партии стал Артур Макманус. В 1921 году в КПВ влилась Коммунистическая партия (Британская секция Третьего Интернационала) во главе с Сильвией Панкхёрст (из-за её левокоммунистических подходов, раскритикованных в книге Ленина «Детская болезнь «левизны» в коммунизме» она вскоре покинула единую компартию) и шотландская Коммунистическая лейбористская партия. На парламентских выборах 1922 года коммунисты получили 2 места в палате общин.

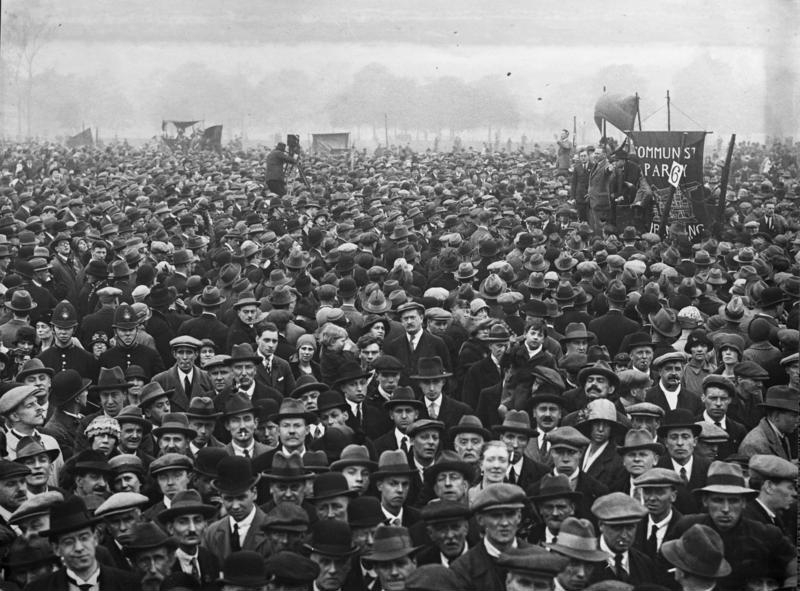
Первомайская демонстрация в Гайд-парке с участием сторонников компартии (1930)

В 1930-е годы, следуя линии Коминтерна, КПВ активно участвовала в антифашистской борьбе, в частности, в уличных столкновениях с британскими фашистами. Во время выборов 1935 году партии удалось провести одного своего представителя в Палату общин. В 1939—1941 годах британские коммунисты активно агитировали за скорейшее установление мира, мотивируя это тем, что война носит характер империалистической с обеих сторон. В 1939—1945 годах коммунисты поддерживали Советский Союз в борьбе с гитлеровской Германией, а также поддерживали курс правительства Черчилля, направленный на укрепление союза с СССР. Руководство партии тесно сотрудничало с Москвой.
Во время выборов 1945 года коммунисты получили ещё одно место в Палате общин, но потеряли представительство в парламенте в ходе выборов 1950 года, после чего уже не имели его. В 1951 году была принята программа «Путь Британии к социализму» (англ. Britain's Road to Socialism).
После подавления советскими войсками Венгерского восстания 1956 года более 7 тысяч членов покинули ряды партии; Гарри Поллит ушёл в отставку с поста генсека.
В 1970-е — 1980-е годы было основано несколько конкурирующих коммунистических партий как марксистско-ленинской, так и еврокоммунистической или троцкистской ориентации. В 1991 году КПВ окончательно распалась — как отмечают, ознаменовав самороспуск, «её еврокоммунистическое руководство просто заявило, что „Октябрьская революция была ошибкой исторического масштаба“», — и руководство партии во главе с Ниной Темпл создало партию Демократические левые.
В то же время в Великобритании существует множество коммунистических партий CPGB (ML), CPGB (PCC), CPB (ML), CPB, NCPGB, RCG (UK), RCPB (ML)), а также Коммунистические партии Уэльса (CPW) и Шотландии (CPS) и действующая в том числе в Северной Ирландии Коммунистическая партия Ирландии.
При КПВ действовала группа историков Коммунистической партии Великобритании, члены которой оказали заметное влияние на развитие западной исторической науки.
Генеральные секретари КПВ
- 1920—1929 — Альберт Инкпин
- 1929—1939[5], 1941—1956 — Гарри Поллит
- 1939—1941[5] — Раджани Палм Датт
- 1956—1975 — Джон Голлан
- 1975—1989 — Гордон Макленнан
- 1989—1991 — Нина Темпл

Результаты на парламентских выборах
- Выборы 1922 — 30 684 голоса, 1 место
- Выборы 1923 — 34 258 голосов, 0 мест (▼ 1)
- Выборы 1924 — 51 176 голосов, 1 место (▲ 1)
- Выборы 1929 — 47 554 голоса, 0 мест (▼ 1)
- Выборы 1931 — 69 692 голоса, 0 мест
- Выборы 1935 — 27 177 голосов, 1 место (▲ 1)
- Выборы 1945 — 97 945 голосов, 2 места (▲ 1)
- Выборы 1950 — 91 765 голосов, 0 мест (▼ 2)
- Выборы 1951 — 21 640 голосов, 0 мест
- Выборы 1955 — 33 144 голоса, 0 мест
- Выборы 1959 — 30 896 голосов, 0 мест
- Выборы 1964 — 46 442 голоса, 0 мест
- Выборы 1966 — 62 092 голоса, 0 мест
- Выборы 1970 — 37 970 голосов, 0 мест
- Выборы 1974 (февраль) — 32 743 голоса, 0 мест
- Выборы 1974 (октябрь) — 17 426 голосов, 0 мест
- Выборы 1979 — 16 858 голосов, 0 мест
- Выборы 1983 — 11 606 голосов, 0 мест
- Выборы 1987 — 6078 голосов, 0 мест